# 보자성
보자성, 보자력, 항자기성(Coercivity)은 자기가 없어지지 않고 외부 자기장을 견딜 수 있는 강자성 물질의 능력을 측정한 것이다. 보자성은 일반적으로 에르스텟 또는 암페어/미터 단위로 측정되며 HC로 표시된다.
전기공학 및 재료과학의 유사한 특성인 전기 보자성(electric coercivity)은 탈분극되지 않고 외부 전기장을 견딜 수 있는 강유전성 재료의 능력이다.
보자력이 큰 강자성체를 자기경질이라 부르며, 영구자석을 만드는 데 사용된다. 보자력이 낮은 물질은 자기적으로 부드럽다. 후자는 변압기 및 인덕터 코어, 기록 헤드, 마이크로파 장치 및 자기 차폐에 사용된다.

## 같이 보기
- 자화율